# Валерій Громадзький
Вале́рій Грома́дзький (1835, Володимир-Волинський повіт — 15 жовтня 1917, Славута) — польський католицький священник, засланець, священник в Томську, дворянин Волинської губернії Російської імперії.
Він народився у поміщицькій шляхетській родині, син Яна та чоловік Вікторії Нецевич; його старший брат був Олександр-Григорій, астроном, який приєднався до ордену єзуїтів у віці 45 років і став священником через п'ять років. Валерій Громадзький обрав священство раніше свого брата; він відвідував школи в Луцьку та Рівному, а в 1859 р. закінчив семінарію в Житомирі й був висвячений. Працював вікарієм у  Горохові. У лютому 1861 року його заарештували і незабаром відправили до Сибіру, де він провів майже 40 років. Спочатку, завдяки генерал-губернатору Дугамелю, він здійснював пастирську опіку над католиками в Омську; він також доглядав за депортованими повстанцями.
З 1869 року перебував у Томську, де в 1883 році йому було доручено пресвітерій діяльності католицької парафії. Він намагався зробити це місто центром релігійного, культурного, національного та соціального життя. З цією метою він заснував першу польську бібліотеку в Томську при парафії. У 1893 році поруч із парафіяльним читальним залом було створено другу польську бібліотеку, якою керували активісти таємної молодіжної асоціації, студенти Мечислава Верчиньського та Ольгерда Гжегожевського. Брати Олександр та Адольф Мацеша активно працювали в обох бібліотеках. Громадзький витратив багато часу, об'їжджаючи свою величезну парафію на 18 000 квадратних миль. Він заснував низку відділень благодійного товариства. Він ініціював будівництво або оновлення сакральних споруд, в т.ч. в Омську, Томську, Спаську.
1899 року отець Громадзький оселився у Житомирі. Він виконував обов'язки прокурора семінарії, також проводив душпастирську роботу в сусідніх населених пунктах. Він привів до створення першої церкви на українських землях у стилі Закопане — у Новому Заводі. Останні роки свого життя він провів на Волині у Славуті як капелан князя Романа Сангушка. Він загинув у Славуті восени 1917 року, за два тижні до нападу російських солдатів на маєток та вбивства Сангушка.